# Ligauns
Els ligauns (llatí: Ligaunus, en plural Ligauni) van ser un poble gal o lígur de la Gàl·lia Narbonense esmentat per Plini el Vell, veïns dels oxibis a l'oest i dels deciats a l'est, entre els rius Argenteus i Antipolis.